# 1939年全仏選手権 (テニス)
1939年 全仏選手権（1939ねんぜんふつせんしゅけん、Internationaux de France de Roland-Garros 1939）に関する記事。フランス・パリにある「スタッド・ローラン・ギャロス」にて開催。

## 大会の流れ
- 第2次世界大戦の開戦が近づき、本大会は男女とも出場選手が大幅に減少した。9月1日に世界大戦が勃発し、全仏選手権は1940年から1945年まで開催が中止された。
- 男子シングルスは「55名」の選手による6回戦制で、女子シングルスは「27名」の選手による5回戦制で行われた。男子は9名、女子は5名の選手に「1回戦不戦勝」（抽選表では“Bye”と表示）があった。
- 本年度はシード選手も少なく、男子は2名、女子は6名のみだった。

## シード選手

### 男子シングルス
1. ボビー・リッグス　（準優勝）
2. フラニョ・プンチェツ　（ベスト8）

### 女子シングルス
1. シモーヌ・マチュー　（優勝、大会2連覇）
2. サラ・ファビアン　（ベスト8）
3. ヤドヴィガ・イェンジェヨフスカ　（準優勝）
4. メアリー・ハードウィック　（ベスト8）
5. ロリン・コカーク　（1回戦）
6. アーレット・ハルフ　（ベスト8）

## 大会経過

### 男子シングルス
準々決勝
- ボビー・リッグス vs.  イグナツィ・チョチンスキ　6-2, 2-6, 8-6, 7-5
- オットー・シゲティ vs.  クリスチャン・ボッサス　7-5, 1-6, 2-6, 7-5, 6-4
- エルウッド・クック vs.  ヘンリー・ビリントン　6-4, 6-4, 6-1
- ドン・マクニール vs.  フラニョ・プンチェツ　6-4, 1-6, 6-3, 6-1

準決勝
- ボビー・リッグス vs.  オットー・シゲティ　6-3, 6-0, 6-4
- ドン・マクニール vs.  エルウッド・クック　6-2, 7-5, 7-9, 6-2

### 女子シングルス
準々決勝
- シモーヌ・マチュー vs.  アリス・ワイバーズ　6-3, 6-3
- スザンヌ・パネティエ vs.  メアリー・ハードウィック　7-5, 6-4
- ヤドヴィガ・イェンジェヨフスカ vs.  アーレット・ハルフ　4-6, 6-2, 6-4
- M・ルベリー vs.  サラ・ファビアン　6-1, 6-1

準決勝
- シモーヌ・マチュー vs.  スザンヌ・パネティエ　6-2, 6-2
- ヤドヴィガ・イェンジェヨフスカ vs.  M・ルベリー　6-3, 2-6, 6-3

## 決勝戦の結果
- 男子シングルス： ドン・マクニール vs.  ボビー・リッグス 7-5, 6-0, 6-3
- 女子シングルス： シモーヌ・マチュー vs.  ヤドヴィガ・イェンジェヨフスカ 6-3, 8-6
- 男子ダブルス： ドン・マクニール& チャールズ・ハリス vs.  ジャン・ボロトラ& ジャック・ブルニョン 4-6, 6-4, 6-0, 2-6, 10-8
- 女子ダブルス： シモーヌ・マチュー& ヤドヴィガ・イェンジェヨフスカ vs.  アリス・フロリアン& ヘラ・コバッチ 7-5, 7-5
- 混合ダブルス： エルウッド・クック& サラ・ファビアン vs.  フラニョ・ククリェビッチ& シモーヌ・マチュー 4-6, 6-1, 7-5